# Ghetto di Sosnowiec
Il ghetto di Sosnowiec era un ghetto istituito dalle autorità naziste, durante la seconda guerra mondiale, per gli ebrei polacchi di Sosnowiec, nella provincia dell'Alta Slesia. Durante l'Olocausto, nella Polonia occupata, la maggior parte dei detenuti ebrei, stimati in oltre 35.000 uomini, donne e bambini furono deportati nel campo di sterminio di Auschwitz a bordo dei treni dell'Olocausto, dopo i rastrellamenti durati da giugno ad agosto 1943. Il ghetto fu liquidato durante una rivolta, un ultimo atto di sfida alla Jewish Combat Organization (ŻOB), organizzazione di resistenza clandestina composta principalmente da giovani: la maggior parte dei combattenti ebrei morì.
Il ghetto di Sosnowiec formava un'unica unità amministrativa con il ghetto di Będzin, perché entrambe le città fanno parte della stessa area metropolitana nel bacino di Dąbrowa. Prima delle deportazioni, gli ebrei dei due ghetti condividevano l'orto "Farma" assegnato ai giovani sionisti dallo Judenrat.

## Storia
Prima della guerra, c'erano circa 30.000 ebrei a Sosnowiec, che rappresentavano circa il 20% della popolazione della città. Nei due anni successivi i tedeschi reinsediarono migliaia di ebrei dalle città più piccole a Sosnowiec, aumentando temporaneamente la dimensione della comunità ebraica locale a 45.000. Alla fine del 1942, Będzin e la vicina Sosnowiec divennero le uniche due città nella regione di Zagłębie Dąbrowskie ancora abitate da ebrei.
La città, situata sul confine prebellico polacco-tedesco, fu conquistata dai tedeschi il primo giorno dell'invasione della Polonia. Gli arresti e le violenze tra gli ebrei più importanti iniziarono la mattina successiva. Il 9 settembre 1939 la Grande Sinagoga di Sosnowiec fu bruciata. Gli ebrei del luogo venivano sfrattati da case migliori e terrorizzati per le strade, le attività commerciali ebraiche furono saccheggiate da singoli soldati e chiuse dai nazisti in attesa della procedura di confisca. Subito dopo sono seguite sparatorie e le prime esecuzioni di massa. I trasferimenti forzati in case popolari affollate hanno creato lentamente la formazione del ghetto.
Lo Judenrat e la polizia ebraica furono velocemente istituite su ordine tedesco; il capo dello Judenrat di Sosnowiec era Mojżesz Merin. Fu introdotto il razionamento del cibo, agli ebrei era vietato acquistare qualsiasi cosa al di fuori della propria comunità. Nei primi mesi del 1940 fu creata a Sosnowiec la Zentrale der Jüdischen Ältestenräte in Oberschlesien (Ufficio Centrale dei Consigli Ebraici degli Anziani in Alta Slesia), guidata da Merin, in rappresentanza di circa 45 comunità. Per un certo periodo, Merin divenne famoso come il dittatore degli ebrei della regione di Zaglebie, con il potere di vita e di morte sugli ebrei locali. Fu istituito un campo di lavoro per gli ebrei deportati a Sosnowiec dalla Cecoslovacchia per lavorare nella fabbrica dei fratelli Shine, furono istituite numerose strutture di lavoro forzato per la gente del posto: fare uniformi, biancheria intima, corsetti, borse, borsette in pelle e stivali militari. Nel 1940 circa 2.592 profittatori di guerra tedeschi arrivarono in città. Nel 1942, il loro numero salì a 10.749 coloni, costituendo il 10% della popolazione generale.
Da quando è stato istituito il ghetto, sono state organizzate numerose deportazioni dai tedeschi con l'aiuto dello Judenrat e di Merin, selezionando uomini sani per il lavoro forzato nei campi. I grandi trasferimenti di ebrei ci furono a maggio (1.500) e giugno 1942 (2.000). Tra ottobre 1942 e gennaio 1943, il ghetto fu trasferito nel distretto di Środula. Środula confinava anche con il sito del ghetto di Będzin. In quel periodo, circa 13.000 ebrei vivevano ancora a Sosnowiec. La creazione del ghetto di Sosnowiec terminò il 10 marzo 1943, quando fu definitivamente chiuso al di fuori del mondo.
Migliaia di ebrei furono deportati da Sosnowiec ad Auschwitz nel giugno 1943, durante l'importante azione di deportazione che si estendeva alla vicina Będzin. Il ghetto fu liquidato due mesi dopo, in agosto, mentre quasi tutti gli ebrei rimasti furono deportati ad Auschwitz. Alcune centinaia di ebrei rimasero nel ghetto di Środula, che fu poi liquidato nel gennaio 1944.

### Rivolta
C'era stata una considerevole attività clandestina tra gli ebrei di Sosnowiec e del vicino ghetto di Będzin, organizzata dalle organizzazioni giovanili HaNoar HaTzioni, Gordonia e Hashomer Hatzair. Durante l'ultima grande spinta alla deportazione nell'agosto 1943, l'Organizzazione ebraica di combattimento (ŻOB) organizzò a Będzin e Sosnowiec una rivolta contro i tedeschi. La rivolta, iniziata il 3 agosto 1943, fu guidata da Cwi (Tzvi) Brandes, Frumka Płotnicka e dai fratelli Kożuch. Fu l'ultimo atto di sfida della popolazione locale, senza possibilità di successo. La maggior parte dei giovani combattenti ebrei morì (400 uccisi in azione), combattendo le schiaccianti forze tedesche. L'ultimo trasporto dell'Olocausto ad Auschwitz-Birkenau con ebrei costretti a seppellire i morti, lasciò Sosnowiec il 15 gennaio 1944.
La resistenza degli abitanti del ghetto è commemorata su una delle strade di Sosnowiec, che porta il nome "Via degli eroi del ghetto". C'è anche la piazza dei fratelli Kożuch con un memoriale del ghetto.

## Salvataggio dall'Olocausto
Il convento cattolico delle monache carmelitane guidato da Madre Teresa Kierocińska ha aiutato gli ebrei del ghetto a nascondersi. Kierocińska ha ricevuto una medaglia dei Giusti 46 anni dopo la sua morte. È stata dichiarata "eroica in virtù" da Papa Francesco nel 2013. Le Suore Carmelitane gestivano un orfanotrofio presso il monastero. Consegnarono pane gratis agli ebrei nascosti, mandarono pacchi di cibo ad Auschwitz e salvarono i bambini ebrei nascondendoli sotto falsi nomi tra gli orfani cristiani. Il convento veniva spesso ispezionato dalla Gestapo perché sospettato di attività illegali.
Durante la liquidazione del ghetto, Danuta Szwarcbaum-Bachmajer è fuggita con suo figlio ed è stata salvata dalla coppia Chawiński. Szloma Szpringer (Springer) con suo figlio Wolf di 5 anni è stato salvato da Pelagia Huczak, un altro destinatario del premio Giusti tra le nazioni. Adela Zawadzka con il suo bambino di 3 anni e sua sorella Rozia Zawadzka fuggirono dalla deportazione del 1943 e furono salvate da Józefa Hankus e sua sorella Rozalia Porębska, che ottennero per loro i documenti falsi dalla resistenza polacca; Rozia ha usato il suo falso Kennkarte per far uscire dal campo il suo fidanzato Elek Jakubowicz, aiutato da Johan Brys, un ferroviere. Rozalia Porębska li accolse entrambi e aiutò anche molti altri ebrei di Sosnowiec. La famiglia e l'amica di Porębska, per un totale di sette persone, ricevettero il premio di Giusto nel 1982. Mosze Kokotek, la cui moglie Brandla fu uccisa dai tedeschi, fuggì dal ghetto con sua figlia Felicja di 9 anni e rimase con i polacchi fino al 1944. Lasciarono la città insieme dopo che Sosnowiec divenne Judenfrei. La piccola Felicja è stata accolta da Leokadia Statnik (Pessel) a Ochojec vicino a Katowice. Mosze li lasciò lì e morì, ma sua figlia crebbe sotto le cure di Leokadia e nel 1957 emigrò in Israele. Un'altra bambina, Zofia Goldman, salvata da Maria Suszczewicz, è stata rivendicata da suo padre Henryk, sopravvissuto anche lui, sono partiti insieme verso l'Australia.
Sei ebrei furono protetti, per due anni, dal 1943 fino all'arrivo dei sovietici nel 1945, da Maria Sitko e sua figlia Wanda Sitko-Gelbhart, tra cui Fela Kac e sua zia Fryda, Heniek Mandelbaum, Jerzy Feder, così come Felicja e Leon Weintraub. Condividevano un minuscolo appartamento composto da una stanza con cucina e un vestibolo con la porta nel corridoio. Fryda e Fela sono scappate dal treno dell'Olocausto. Durante le perquisizioni della polizia, gli ebrei erano soliti scendere in due rifugi costruiti dagli uomini sotto i pavimenti, in modo che le donne Sitko potessero fingere di non ospitare fuggiaschi, cosa che a quei tempi prevedeva la pena di morte. Wanda Sitko ha rubato una carta d'identità mentre visitava la stazione di polizia, e l'ha data a Jerzy Feder; tale gesto le ha permesso di uscire per procurarsi il necessario per vivere nella zona ariana della città. Tutti gli ebrei sono sopravvissuti all'Olocausto. Trent'anni dopo, nel 1986, dopo la morte di sua madre, Wanda Sitko-Gelbhart ricevette una lettera dai sopravvissuti in cui affermava: "Tu e tua madre a rischio delle vostre vite avete fatto cose impossibili e grandi, tutto questo disinteressatamente, agendo solo con il cuore, che a quel tempo era davvero eroico."